# Hacienda Sotavento
Hacienda Sotavento es una localidad del estado mexicano de Veracruz. Es parte del municipio de Veracruz.

## Demografía
| Censo | Población |
| ----- | --------- |
| 2010  | 1 583     |
| 2020  | 11 583    |